# Nome scientifico
In biologia, il nome scientifico è usato per riferirsi ai taxa creati dalla scienza della tassonomia, della quale una sua suddivisione, la nomenclatura, si occupa di regolare i nomi dei taxa. Le regole per creare nomi scientifici sono scritte nei Codici Internazionali di Nomenclatura, e ce n'è uno per ogni disciplina (botanica, zoologia, batteri e virus).
L'obiettivo del nome scientifico è quello di possedere un unico nome che venga ad essere utilizzato in tutto il mondo, in qualsiasi lingua, per riferirsi ad un unico taxon. In questo modo si evitano le ambiguità e le circoscrizioni poco chiare dei nomi volgari.
I nomi scientifici sono in latino, o latinizzati.
Sebbene normalmente e per consuetudine la lingua utilizzata per la nomenclatura sia il latino, dal gennaio 2012, possono essere utilizzati anche nomi non in latino per le nuove specie botaniche. Lo ha deciso il congresso internazionale di botanica svoltosi a  Melbourne.

## Nomi di taxa al di sopra della specie
I nomi scientifici dei taxa ubicati nelle categorie tassonomiche superiori alla specie sono uninominali. Vale a dire che sono nomi composti da una sola parola. Solo nei taxa ubicati nella categoria del genere o inferiore a questa è necessario utilizzare le lettere scritte in corsivo o sottolineate. Non si usano il corsivo per le famiglie né tanto meno per i ranghi superiori, sebbene nell'ultima versione del Codice di Botanica (1999) se ne raccomanda l'uso, il quale tuttora non è esteso.
Siccome i codici forniscono un suffisso differente per ogni categoria tassonomica, a partire dal suffisso di un taxon si può sapere quale è la categoria tassonomica corrispondente nel sistema di classificazione dato. Per ogni regno i suffissi sono i seguenti:
| Categoria tassonomica / Regno | Planta Plantae                                                                                 | Alga Protista                                                                                  | Fungo Fungi                                                                                    | Bacteria Prokaryota                                                                            | Animale Animalia                                                                               |
| ----------------------------- | ---------------------------------------------------------------------------------------------- | ---------------------------------------------------------------------------------------------- | ---------------------------------------------------------------------------------------------- | ---------------------------------------------------------------------------------------------- | ---------------------------------------------------------------------------------------------- |
| Divisione o Phylum            | -phyta                                                                                         | -phyta                                                                                         | -mycota                                                                                        |                                                                                                |                                                                                                |
| Subphylum                     | -phytina                                                                                       | -phytina                                                                                       | -mycotina                                                                                      |                                                                                                |                                                                                                |
| Classe                        | -opsida                                                                                        | -phyceae                                                                                       | -mycetes                                                                                       |                                                                                                |                                                                                                |
| Sottoclasse                   | -idae                                                                                          | -phycidae                                                                                      | -mycetidae                                                                                     |                                                                                                |                                                                                                |
| Superordine                   | -anae                                                                                          | -anae                                                                                          |                                                                                                |                                                                                                |                                                                                                |
| Ordine                        | -ales                                                                                          | -ales                                                                                          | -ales                                                                                          | -ales                                                                                          |                                                                                                |
| Sottordine                    | -ineae                                                                                         | -ineae                                                                                         | -ineae                                                                                         | -ineae                                                                                         |                                                                                                |
| Infraordine                   | -aria                                                                                          | -aria                                                                                          |                                                                                                |                                                                                                |                                                                                                |
| Superfamiglia                 | -acea                                                                                          | -acea                                                                                          |                                                                                                |                                                                                                | -oidae                                                                                         |
| Famiglia                      | -aceae                                                                                         | -aceae                                                                                         | -aceae                                                                                         | -aceae                                                                                         | -idae                                                                                          |
| Sottofamiglia                 | -oideae                                                                                        | -oideae                                                                                        | -oideae                                                                                        | -oideae                                                                                        | -inae                                                                                          |
| Tribu                         | -eae, ae                                                                                       | -eae, ae                                                                                       | -eae, ae                                                                                       | -eae                                                                                           | -ini                                                                                           |
| Sottotribù                    |                                                                                                |                                                                                                |                                                                                                | -inae                                                                                          | -ina                                                                                           |
| Genere                        | -us, -a, -um, -is, -os, -ina, -ium, -ides, -ella, -ula, -aster, -cola, -ensis, -oides, -opsis… | -us, -a, -um, -is, -os, -ina, -ium, -ides, -ella, -ula, -aster, -cola, -ensis, -oides, -opsis… | -us, -a, -um, -is, -os, -ina, -ium, -ides, -ella, -ula, -aster, -cola, -ensis, -oides, -opsis… | -us, -a, -um, -is, -os, -ina, -ium, -ides, -ella, -ula, -aster, -cola, -ensis, -oides, -opsis… | -us, -a, -um, -is, -os, -ina, -ium, -ides, -ella, -ula, -aster, -cola, -ensis, -oides, -opsis… |

## Nomi scientifici sotto la categoria del genere
Al di sotto della categoria del genere, tutti i nomi dei taxa sono chiamati "combinazioni". La maggioranza ricevono anche una terminazione latina più o meno codificata in funzione della disciplina. Si distinguono varie categorie di combinazioni:
- Tra genere e specie (sottogenere, sezione, sottosezione, serie, sottoserie, ecc.), le combinazioni sono infrageneriche e binomiali.
- Nella categoria della specie, le combinazioni sono specifiche e binominali.
- Al disotto della specie, le combinazioni sono infraspecifiche e trinomiali.

### Nomenclatura binominale
I nomi scientifici delle specie sono binomiali, vale a dire, composti da due parole: la prima è il nome generico e la seconda l'epiteto o nome specifico. Sogliono anche comparire seguiti da una o più "autorità" (la o le persone che per prima ne descrissero la specie). I nomi delle specie sempre, senza eccezione, vanno scritti in corsivo (nel caso dei testi tipografici) o sottolineati (nel caso dei testi manoscritti).